# Turn to You (Mother's Day Dedication)
«Turn to You (Mother's Day Dedication)» (укр. Звертаюсь до Тебе (Присвячено Дню Матері)) — пісня канадського співака Джастіна Бібера. Видана як сингл 11 травня 2012 року, за два дні до Дня матері.

## Створення
Пісня написана та написана Джастіном Бібером, Насрі, Джейкобом Пеною, Адамом Мессінгером та Темом Стралом. Спродюсована Бібером і Адамом Мессінгером для його третього студійного альбому Believe, проте, зрештою, не увійшла до нього та була видана як окремий сингл.

## Чарти
| Чарт (2012)                               | Найвища позиція |
| ----------------------------------------- | --------------- |
| Австралія (ARIA)                          | 25              |
| Австрія (Ö3 Austria Top 75)               | 49              |
| Канада (Canadian Hot 100)                 | 22              |
| Данія (Tracklisten)                       | 12              |
| Франція (SNEP)                            | 79              |
| Ірландія (IRMA)                           | 27              |
| Нідерланди (Mega Single Top 100)          | 24              |
| Нова Зеландія (RIANZ)                     | 18              |
| Норвегія (VG-lista)                       | 11              |
| Шотландія (Official Charts Company)       | 39              |
| Південна Корея (Gaon Chart)               | 168             |
| Південна Корея (Gaon International Chart) | 11              |
| Швеція (Sweden Digital Songs)             | 1               |
| Швейцарія (Media Control AG)              | 35              |
| Велика Британія (Official Charts Company) | 39              |
| США (Billboard Hot 100)                   | 60              |

## Історія випуску
| Регіон          | Дата           | Формат               | Лейбл                          |
| --------------- | -------------- | -------------------- | ------------------------------ |
| Велика Британія | 11 травня 2012 | Цифрове завантаження | The Island Def Jam Music Group |